# Huang Zongying
Huang Zongying (chinois : 黄宗英 ; pinyin : huang2 zong1 ying1) est née le 13 juillet 1925 à Pékin et morte le 14 décembre 2020  est une actrice et écrivaine chinoise. Elle a joué dans de nombreux films en noir et blanc tels que Rhapsody of Happiness (en) (1947), Corbeaux et Moineaux (1949), Trois Destinées (1949) et The Life of Wu Xun (en) (1950).
Elle commence à écrire des scénarios de films au milieu des années 1950, avant de devenir une journaliste reconnue dans le reportage. Elle remporte trois fois le National Award for Outstanding Reportage Literature.

## Biographie

### Enfance et formation
Huang est née en 1925 à Pékin dans une famille d'érudits et de fonctionnaires éminents, originaire de Rui'an, dans la province du Zhejiang. Son grand-père et son arrière-grand-père étaient tous deux titulaires du Jinshi, le plus haut degré de l'examen impérial. Son père, Huang Cengming, était un ingénieur qui avait étudié au Japon, et sa mère, Chen Cong, était une femme au foyer bien éduquée. Ses deux parents avaient des valeurs libérales et permettaient à leurs enfants de poursuivre leurs propres intérêts. Cependant, son père est décédé lorsqu'elle avait neuf ans et sa famille est tombée dans la pauvreté.
Fortement influencée par son frère aîné, Huang Zongjiang (黄宗江), qui deviendra un dramaturge accompli, Huang Zongying se passionne pour les arts et la littérature. À l'âge de neuf ans, elle est émue par l'essai de Bing Xin intitulé Zhì xǐao dú zhe (Aux jeunes lecteurs) (1926). En réponse, elle écrit un essai intitulé Sous un grand arbre, qui est publié dans l'hebdomadaire Huangjin Shidai, édité par son frère.

### Vie de famille
Huang se marie quatre fois. Elle épouse son premier mari, le chef d'orchestre Yi Fang (异方), à l'âge de 18 ans, sans savoir qu'il souffre d'une cardiopathie congénitale. Il meurt d'une crise cardiaque 18 jours seulement après le mariage,.
En 1946, elle épouse le dramaturge Cheng Shuyao, issu d'une famille riche mais démodée que Huang trouve répressive,. Interdite de jouer par son mari et sa belle-mère, elle fuit sa famille à Pékin pour poursuivre sa carrière d'actrice à Shanghai.
Pendant la  seconde guerre sino-japonaise, Zhao Dan est arrêté par le seigneur de guerre chinois Sheng Shicai au Xinjiang en 1939 et emprisonné jusqu'à la fin de la guerre en 1945. Croyant à la rumeur répandue selon laquelle il a été tué par Sheng, sa femme s'est remariée. Huang et Zhao tombent amoureux lors du tournage de Rhapsody of Happiness (en) et se marient le jour du nouvel an 1948. De nombreux cinéastes et acteurs assistent à leur mariage, qui est présidé par l'éminent réalisateur Zheng Junli. Cheng Shuyao épouse ensuite l'actrice Shangguan Yunzhu, et les deux couples restent des amis proches,.

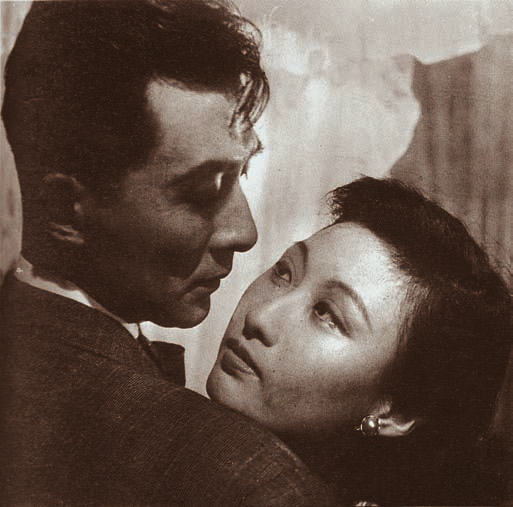
Huang Zongying et Zhao Dan dans le film Rhapsody of Happiness en 1947

Huang considére son mariage de 32 ans avec Zhao Dan comme le plus important de sa vie. Elle élève les deux enfants du précédent mariage de Zhao. Selon sa belle-fille Zhao Qing, elle traitait ses beaux-enfants comme les siens. Zhao Dan meurt d'un cancer en 1980,.
En 1993, à 68 ans, Huang se marie pour la quatrième fois avec l'écrivain Feng Yidai (en) (1913-2005),.

#### Adoption des fils de Zhou Xuan et procès

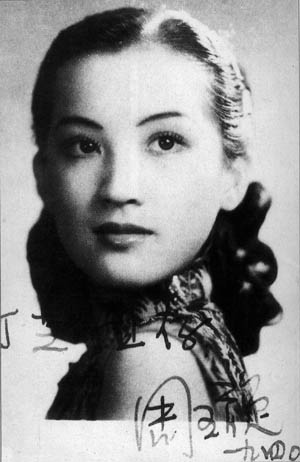
Chanteuse et actrice Zhou Xuan (1918 - 1957)

En septembre 1957, la célèbre actrice et chanteuse Zhou Xuan décède à l'âge de 39 ans, laissant derrière elle deux jeunes fils, Zhou Min et Zhou Wei. Huang adopte les deux garçons et les élève jusqu'à l'âge adulte. En novembre 1986, Zhou Wei poursuit Huang pour récupérer l'héritage de sa mère, d'une valeur d'environ 120 000 yuans, une somme énorme dans la Chine des années 1980. Zhou Min, quant à lui, se range du côté de Huang et condamne son frère, se demandant même s'il est vraiment le fils de Zhou Xuan, qui a souffert de troubles mentaux avant sa mort et dont les circonstances de la naissance de Zhou Wei et l'identité de son père sont obscures. Selon les déclarations de Huang au tribunal, elle a gardé les biens de Zhou Xuan en lieu sûr et ne les a pas distribués aux frères en raison du différend qui les oppose.
En décembre 1988, le tribunal populaire intermédiaire de Shanghai a jugé que Zhou Wei est le fils biologique de Zhou Xuan et qu'il a droit à la moitié de son héritage. Il a également jugé que Huang a violé les droits de Zhou Wei en ne lui distribuant pas les biens de Zhou Xuan ou en ne lui révélant pas les détails de ces biens lorsqu'il a atteint l'âge adulte. Le tribunal a ordonné à Huang de verser 80 000 yuans à Zhou Wei.

### Carrière

#### Années 1940: carrière d'actrice

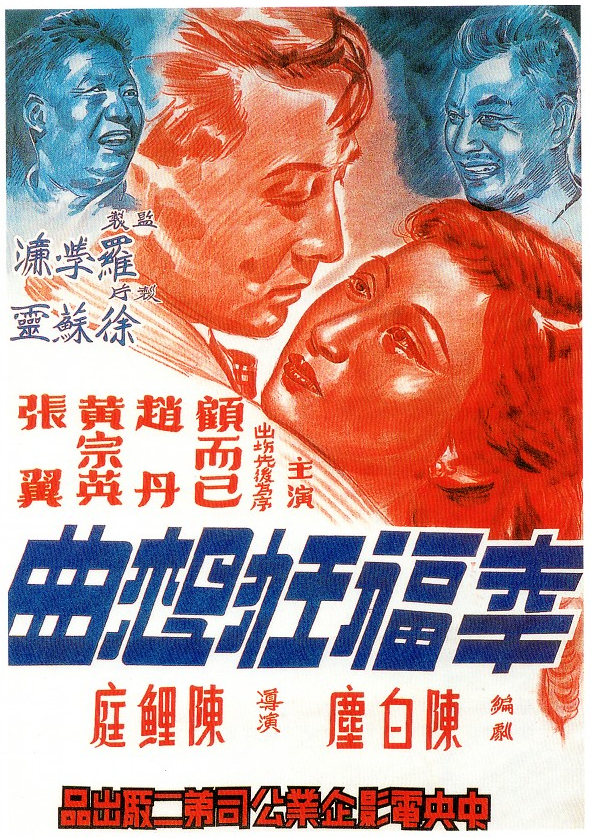
Affiche de Rhapsody of Happiness, film de Chen Liting de 1947

En 1941, Huang suit son frère Zongjiang à Shanghai, où elle devient actrice dans la troupe de théâtre de Huang Zuolin (en). Elle débute dans la pièce Metamorphosis de Cao Yu et devient célèbre dans la comédie Sweet Child.
En 1947, elle fait ses débuts à l'écran dans le film Pursuit de Shen Fu avant de jouer dans son film phare Rhapsody of Happiness (en), du célèbre réalisateur Chen Liting et du scénariste Chen Baichen. Dans ce film, elle incarne l'héroïne, une femme contrainte de se prostituer et de vendre de la drogue dans une Chine déchirée par la guerre. Son interprétation est qualifiée « d'une qualité artistique sans précédent, saisissant avec authenticité, naturel et maîtrise » à la fois la dégénérescence et la bonté de la nature complexe du personnage. Le premier rôle masculin est tenu par son futur mari Zhao Dan, l'acteur chinois le plus célèbre de l'époque.

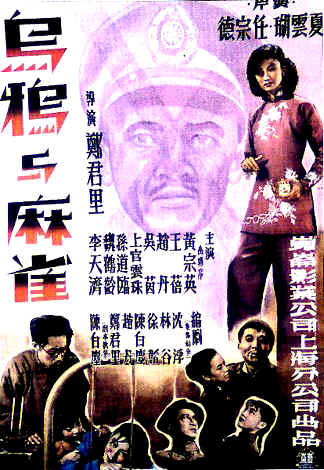
Affiche de Crows and Sparrows de 1949

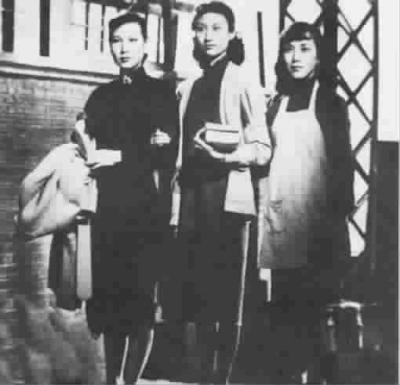
Les trois actrices de Trois destinées de Chen Liting: Shangguan Yunzhu, Sha Li et Huang Zongying

Peu après leur mariage en 1948, Huang et Zhao rejoignent tous les deux le Kunlun Studio, dirigé par le parti communiste chinois alors encore clandestin. En moins de deux ans, elle joue dans plusieurs films acclamés, dont Trois Destinées et Corbeaux et Moineaux, interprétant divers rôles, dont ceux d'une révolutionnaire, d'une enseignante, d'une prostituée et de la maîtresse d'un fonctionnaire. Huang et son mari sont à l'avant-garde d'une époque qui est reconnue comme le second âge d'or du cinéma chinois.

#### Début de la République populaire de Chine: théâtre et écriture
Après la proclamation de la République populaire de Chine en 1949, Huang se tourne vers l'écriture, qui est aussi sa passion d'enfance. Elle publie son premier recueil de prose, Onward Moves the Peace Train, en 1951, suivi de deux autres recueils, Stories of Love et A Girl. Elle ne joue pas de rôle majeur après le film Bless the Children (1953). Conformément à la directive de Mao Zedong selon laquelle « les arts doivent servir les ouvriers, les paysans et les soldats », les films chinois sont dominés par des héros prolétaires stéréotypés et peu de rôles lui conviennent. À partir de 1954, elle écrit les scénarios de An Everyday Occupation (1955) et de The First Spring of the 60s.

#### Révolution culturelle
Pendant la révolution culturelle (1966-1976), Jiang Qing, épouse de Mao, actrice médiocre dans les années 1930, a lancé une campagne de persécution des anciens collègues de Shanghai qui connaissaient son passé. De nombreux amis de Huang et Zhao dans l'industrie du cinéma et du théâtre sont tués, notamment Zheng Junli, Cai Chusheng et Wang Ying (actress) (en). Zhao Dan, l'un des premiers visés, est emprisonné pendant cinq ans, période durant laquelle Huang ne sait pas s'il est encore en vie. Elle reste libre, mais les gardes rouges la prenne souvent pour cible et lui inflige des sévices corporels. Sa famille, qui compte plus de dix personnes, vit dans une petite pièce et doit survivre avec seulement 30 yuans par mois. Ses propres enfants la dénoncent, ainsi que Zhao Dan, comme des contre-révolutionnaires.

#### Après la révolution: écriture de reportages
Après la fin de la révolution culturelle en 1976, Zhao Dan est réhabilité politiquement et rentre chez lui. Huang reprend ses écrits et est élue au comité exécutif de la China Writers Association (en) (Association des écrivains chinois). Elle se concentre sur le genre du reportage, qu'elle avait commencé à écrire en 1963 avant d'être interrompue par la révolution culturelle. Au lieu de s'intéresser aux personnes célèbres et à celles qui ont réussi, elle choisit ses sujets parmi les gens ordinaires, en particulier les intellectuels qui luttent discrètement pour leurs idéaux, mais qui sont rabaissés et dénoncés par la société.
En 1977, elle publie son œuvre Heart dans la revue People's Literature (en), à la mémoire de sa collègue et amie Shangguan Yunzhu, persécutée à mort pendant la révolution culturelle. Le fils de Shangguan, Wei Ran, attribue à cette œuvre le mérite d'avoir accéléré sa réhabilitation politique posthume.
Huang applique souvent à ses reportages des techniques d'écriture scénaristique, telles que les interruptions et les flashbacks, et enrichit son écriture d'un lyrisme poétique.
Zhao Lihong estime que la plus grande influence de Huang sur la Chine ne réside peut-être pas dans ses films, mais dans ses écrits.
Plus de 60 ans d'écriture Les œuvres de Huang sont peu nombreuses et rarement publiées, mais selon Li Hui, elle est une écrivaine très spéciale : « Elle a réussi à passer du statut de star du cinéma à celui de figure représentative des écrivains, elle est très douée pour l'écriture », « l'écriture est merveilleuse ».
En 2017, Huang publie quatre volumes du recueil d'écrits qui sont une collection d'articles et de lettres des dernières décennies. Li Hui souligne que les thèmes d'écriture de Huang varient légèrement d'une période à l'autre, et cette collection est divisée en volumes en conséquence : Le premier volume est consacré aux personnes et s'intitule Cunzhi world, avec Zhao Dan, Feng Yidai, etc. Le deuxième volume est consacré à la littérature et à l'art et s'intitule Little Girl Carrying the Big Flag (Petite fille portant le grand drapeau), avec des poèmes, des films et des reportages des années 1950.Le troisième volume est consacré à des essais et s'intitule I am blatantly old (Je suis manifestement vieille). Le quatrième volume, une lettre d'amour entre elle et Feng Yidai dans leurs dernières années, s'intitule Re-love.

### Mort
Huang meurt de maladie à l'hôpital Huadong le matin du 14 décembre 2020,.

## Hommage et reconnaissance
Elle a remporté trois fois le Prix national de la meilleure littérature de reportage, pour ses œuvres Le vol des oies sauvages, Les oranges mandarines et La cabane en bois. Son récit Le vol des oies sauvages (大雁情) a été traduit en anglais par Yu Fanqin et Wang Mingjie.
En 2005, à l'occasion du centenaire du cinéma chinois, la China Film Association (en) organise un vote pour désigner les meilleurs acteurs de l'histoire de la Chine. Huang Zongying et son mari Zhao Dan sont tous deux nommés parmi les "100 meilleurs acteurs des 100 ans du cinéma chinois".
En 2019, Huang est récompensée pour l'ensemble de son œuvre par le Shanghai Literature and Art Award, la plus haute distinction de la ville pour les artistes et les écrivains, décernée tous les cinq ans.
En 2006, Peng Xiaolian réalise le film Shanghai Rumba (en), librement inspiré de l'histoire d'amour de Huang Zongying et Zhao Dan, avec Yuan Quan et Xia Yu. En 2017, Peng réalise un autre long métrage intitulé Please Remember Me, qui met également en avant leur relation. Huang Zongying y joue son propre rôle.
L'actrice Yu Hui (en) joue le rôle de Huang Zongying dans la série télévisée Zhao Dan en 2010.

## Œuvres

### Film
| Année | Titre                         | Titre original          | Rôle         | Notes         | Référence |
| ----- | ----------------------------- | ----------------------- | ------------ | ------------- | --------- |
| 1947  | Rhapsody of Happiness (en)    | 幸福狂想曲              | Zhang Yuehua |               | [ 13 ]    |
| 1947  | Pursuit                       | 追                      | Ye Wenxiu    |               | [ 14 ]    |
| 1948  | Street and Lanes              | 街頭巷尾                | Zhao Shuqiu  |               | [ 14 ]    |
| 1948  | The Dawning                   | 雞鳴早看天              | Wang Guifang |               | [ 14 ]    |
| 1949  | Welcoming Spring              | 喜迎春                  | Tao Chenghua |               | [ 15 ]    |
| 1949  | Trois Destinées               | 麗人行                  | Li Xinqun    |               | [ 16 ]    |
| 1949  | San Mao, le petit vagabond    | 三毛流浪記              | Invitée      |               | [ 17 ]    |
| 1949  | Corbeaux et Moineaux          | 烏鴉與麻雀              | Yu Xiaoying  |               | [ 18 ]    |
| 1950  | The Life of Wu Xun (en)       | 武訓傳                  | Institutrice |               | [ 19 ]    |
| 1953  | Bless the Children            | 為孩子们祝福            | Wang Min     |               | [ 1 ]     |
| 1956  | Family                        | 家                      | Qian Meifen  |               | [ 20 ]    |
| 1958  | Friendly Competition          | 你追我趕                | -            | Scénariste    | [ 21 ]    |
| 1958  | Ordinary Careers              | 平凡的事业              | -            | Scénariste    | [ 21 ]    |
| 1959  | Nie Er (film) (en)            | 聶耳                    | Feng Feng    |               | [ 13 ]    |
| 1960  | The First Spring of the 1960s | 六十年代第一春          | -            | Co-scénariste | [ 1 ]     |
| 1982  | The Go Masters                | 未完の対局              | Kuang Wanyi  |               | [ 15 ]    |
| 1988  | Palanquin of Tears            | Le palanquin des larmes | Judy Wang    |               | [ 15 ]    |
| 2017  | Please Remember Me            | 请你记住我              | Elle-même    |               | [ 15 ]    |

### Série TV
| Année | Titre     | Titre original | Rôle     | Notes | Référence |
| ----- | --------- | -------------- | -------- | ----- | --------- |
| 2002  | Dashilanr | 大柵欄         | Princess |       | [ 22 ]    |